# Tibor P. Nagy

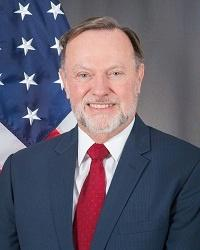
Tibor Nagy (2018)

Tibor P. Nagy Jr. (* 29. April 1949 in Budapest) ist Vize-Unterstaatssekretär für afrikanische Angelegenheiten im US-Außenministerium (Assistant Secretary of State for African Affairs). Von 1996 bis 2002 war er je drei Jahre lang US-Botschafter in Guinea bzw. Äthiopien.
Er war Vize-Provost für Internationale Angelegenheiten an der Texas Tech University, wo er 1972 seinen Abschluss gemacht hatte. Anschließend absolvierte er den postgradualen Studiengang für Verwaltungswissenschaften (Master of Science in Administration) an der George Washington University und trat 1978 in den Auswärtigen Dienst ein.
Nagy war 1957 als politischer Flüchtling aus Ungarn in die USA gekommen.